# イロドリミドリ
『イロドリミドリ』は、2015年7月16日より、セガのアーケード音楽ゲーム『チュウニズム』から生まれた女子高生バンドユニット。プレイ楽曲を軸にラジオ、漫画ムービーなどのメディアミックス形態をとっている。原作は七条レタス、齊藤キャベツ。イラストはHisasiが手掛けている。

## 概要
楽曲はチュウニズムのほか、maimaiやオンゲキで遊ぶことができる。また、チュウニズムではキャラクターランクを上げると『イロドリミドリ』バンド結成までのプレストーリーを読むことができる。プロジェクト開始時は5人バンドの体制だったが、学園MVP編で7人バンドの体制となる。2018年10月25日より2ndシーズンが始まる。
登場人物の姓名は春の七草が由来となっており、1月7日は「イロドリミドリの日」としている。
「Change Our MIRAI!」のアニメーション監督はげそいくお。制作はTRIGGERが担当している。
2022年、ショートアニメ化、TV放送を開始。

## あらすじ
物語の舞台は舞ヶ原音楽大学付属舞ヶ原高等学校。通称「まいまい」。ミュージシャンを目指す生徒が集まるこの学園には、学園フェスで最高のパフォーマンスを披露することで、謎の点数が貰えるという噂が一部の生徒たちによって実しやかに囁かれていた。噂の出処は不明であるが、学園祭を前にして成績があまり芳しくない生徒が主に参加している。イロドリミドリも他生徒と同様に満を持して学園フェスに参加するのであった。

## 登場人物
（出典：）

### 舞ヶ原音楽大学付属舞ヶ原高等学校
授業は講義から実技まで幅広く、全国でも多くない音楽専科がある高校である。学校の通称は「まいまい」。
音楽人として有望な若者が全国各地から集まっており、1年の頃から音楽関連の授業が多い。また、大学の専門課程でクラシックを学ぶ前段とした附属学校であり、生徒の多くはそのまま大学へ進学する。
学校の方針で「豊かで自由な音楽経験」を奨励しており、クラスや学年を問わずメンバーを集めてバンド演奏をするなど生徒参加のイベントが数多く存在する。イベントは学園ライブやパーティから本格的な発表会・コンクールまで、形態や形式、公式・非公式を問わず定期的に行なわれる。特に、校内最大のイベント「MAIGAHARA MIRAI FES.」（通称「マイフェス」）においては、学外の来客も多く毎年恒例のお祭り行事として盛り上がっている。

#### イロドリミドリ
明坂 芹菜（あけさか せりな）
声 - 新田恵海
ボーカル／ドラムス担当。高校2年生の17歳。学校での専科：打楽器
愛用楽器：Pearl VISION VML
血液型はO型。誕生日は4月21日・牡牛座。身長：159cm。代々木に住んでいる。
イロドリミドリのリーダー。初登場時は2年生、セカンドシーズンでは3年生。天真爛漫な性格で、何よりも楽しいこと面白いことを好む。後先考えるよりも今やりたいことを優先することが多い。勉強はあまり得意ではないらしく、なずなから学園祭の噂を聞いたことをきっかけに『イロドリミドリ』を結成した発起人の一人であり、バンド名も彼女が決めた。
幼少の頃から力が強く、家のものをよく壊していた。そんな芹菜に小学校1年生の時、父親からドラムスティックとスネアドラムをプレゼントされる。ドラムを叩く芹菜の姿を見て喜ぶ両親のもとで育ったこともあり、ドラムのことを友達だと思う気持ちが強い。親しみを込めてドラムのことを「たいこ」、スネアドラムを「すねちゃま」と呼んでいる。雷が大の苦手。
「カレー喫茶あけさか」という喫茶店を実家で経営していて、本人も手伝いでホールに出ていることがある。
名前の由来となっている七草はセリ。
御形 アリシアナ（おがた ありしあな）
声 - 福原綾香
ボーカル／ギター担当。高校2年生の17歳。学校での専科：音楽教育
愛用楽器：Ibanez RG450DXB
血液型はA型。誕生日は8月31日・乙女座。身長：165cm。鎌倉に住んでいる。
学業成績は良く頭の回転も早い。以前よりバンド活動に憧れていたため芹菜の誘いに乗り、バンド『イロドリミドリ』に加入した。世話焼きで責任感も強いが、メンバーにおだてられて安請け合いをすることが度々ある。バンドでは作曲も担当する。
手抜きが嫌いでバンド練習でも一切妥協しない。時より予測不能な行動をとるなるとは度々揉めるが、基本的には面倒見の良い先輩として接している。作曲担当をきっかけにDTMにも興味がわき、凪にDTMについて教わるも理解できず、PCやその他機材の知識が疎いという機械音痴が発覚した。
兄と弟がおり、何かと世話を焼きたがる。母親はイギリス人。父親は好事家で特にギターを収集しており、家にはギター倉庫があるほどのコレクター。そのため、アリシアナの音楽活動を好意的に見ている。傍系ではあるが名望のある家柄で、古風で豪勢な実家に住んでいる。「淑女の嗜み」として様々な習い事をしていたが、本人が一番しっくりきたのが習っていなかったギター。楽器屋で一目惚れしたギターを買ってもらうため、テストの成績が良ければという父親からの交換条件のもと猛勉強。学年で成績順位1位になりギターを買ってもらった。
風貌から話しかけづらいと言われたことがあり、気さくに呼べるよう芹菜から「あーりん」というニックネームをつけられる。メンバーからは「あーりん」の愛称で呼ばれている。
ちなみに愛称の由来は芹菜曰く「近所にあーりんっていう犬がいて」とのこと。
名前の由来となっている七草はゴギョウで、漢字表記すると『御形』である。
天王洲 なずな（てんのうず なずな）
声 - 山本彩乃
ボーカル／ギター担当。高校2年生の16歳。学校での専科：声楽
愛用楽器：USAギター（自作）
血液型はO型。誕生日は3月20日・魚座。身長：161cm。代々木に住んでいる。
常にふわふわ、にこにことしており、何を考えているのかよく分からないが、内面は燃えている努力家である。下級生からの信頼も厚く、バンドではお母さん・おばあちゃん的存在。『のんびりした性格』というよりは、身体的な面を含めて何事も動きが遅く、その為に学校やバンドのリハーサルも遅刻しがち。事務的作業は手際が良く、スタジオの予約を取るのは彼女の仕事になっている。バンドでは作詞も担当する。
芹菜とは高校入学当初からの付き合いで、バンド結成を密かに夢見ていた。2年に進級し、学園の噂話で意気投合し、芹菜と『イロドリミドリ』を結成した。
3人姉妹の末娘。姉2人は、どちらもクリエイター系の会社や学校に入社・進学。父親は『天王洲ギタークラフト』という楽器工房を営んでおり、ギタークラフトを専門としている。幼少の頃から父のギター作りに興味があったなずなは、工房によく顔を出してはギター製造工程を父から少しずつ教わっていた。学校の長期休み期間などに、自身の設計と組立でギター製作に挑戦している。普段愛用しているUSA製ギターはお気に入りの1本。父親譲りの工作センスの持ち主で、学校では手芸部に所属している。コミケでは自作の小物を出店した。
名前の由来となっている七草はナズナ。
小仏 凪（こぼとけ なぎ）
声 - 佐倉薫
ボーカル／キーボード担当。高校1年生の16歳。学校での専科：ピアノ調律。
愛用楽器：KORG SV-1 Reverse Key（88key）
血液型はAB型。誕生日は7月12日・蟹座。身長：145cm。品川に住んでいる。
イロドリミドリの「実質的」サブリーダー。アリシアナと同じく学業成績は良い。なずなの説得でバンド『イロドリミドリ』に加入した。
厳格な家庭で育った一人っ子。自宅は高層マンションの最上階にある。幼少の頃から英才教育を受けており、クラシックピアノ、絵画、バレエなど多数の習い事に通わされていた。そのため、友達と遊ぶ暇がなかった。幼少時から続けているクラシックピアノで養われた耳は、演奏のアラや小さなミスを見逃さない精密さを持つ。また、メンバーの中では唯一DTMに長けている。バンドでは編曲も担当する。
冷静沈着で物事を理性的に考える。表情に乏しく無口であるが、メンバーの結束を高めるためにお弁当を作ったり、公式HPやフライヤーのデザインを提案するなどバンドのPR活動に積極的に行動する。独特の美的センスが理解されにくく不遇な時が多い。ソーシャルゲームではイベントランキングの上位に食い込むほどの廃人レベルのゲーマー。
後頭部に結んでいる大きな青のチェック柄リボンがトレードマーク。
名前の由来となっている七草はホトケノザ。
箱部 なる （はこべ なる）
声 - M・A・O
ボーカル／エレキベース担当。高校1年生の15歳。学校での専科：ウッドベース。
愛用楽器：YAMAHA RBX4A2
血液型はB型。誕生日は1月1日・山羊座。身長：143cm。三鷹に住んでいる。
メンバー最年少。従姉妹の芹菜に半強制的に誘われ、バンド『イロドリミドリ』に加入した。いたずら好きでやんちゃなトリックスターであるが、ベースに関しては天才的な才能を発揮する。
音楽の良し悪しは身体全体で響けるか、音の匂いを感じ取れるかを重視している。また、髪の毛の先端など髪を他人に抑えられると途端に音感が鈍るなど、音楽に対して野性的な言動が目立つ。楽譜やコードを読むのは苦手であるが、アドリブやパフォーマンスに強く、変拍子やテンポチェンジにもしっかり合わせてくる。セットリストや曲進行も絶対に間違えない。
歳の離れた兄がおり、社会人の兄もバンド活動をしているバンドマン。全国でもそれなりに名の知れたバンドで、兄やそのバンドの影響も少なからず受けて育った。機材マニアでもある兄の部屋には輸入品のアンプやエフェクター、自作の電子回路など機材が多くあり、兄の部屋に勝手に出入りして機材を物色するのがなるの趣味になっている。アニメやゲームなどのサブカルチャーにも造詣が深く、バンドスコアを見ていた時はアニソンの楽曲についてアリシアナに熱く語った。
ジミ・ヘンドリックスやカート・コバーンをリスペクトしており、自分は27歳までの命だと感得している。ベースを逆さに持ったり、足や歯で弾こうとするなど変わった演奏法をすることがある。
理論的な考えを苦手としており、テスト勉強は同じクラスの凪に教わっている。度々お弁当を忘れることがあり、インスタント食品やスナック菓子など偏った食事になりがちであったが、食生活や勉強など普段の生活態度を凪に心配され、凪の為に長生きすると誓う。
メンバーに対してセクハラ癖がある。バンドのPR活動としてアリシアナの水着グラビア風の写真を撮影していた際は教師から厳重注意を受け、反省文を書かされた。
名前の由来となっている七草はハコベラ。
月鈴 那知（つきすず なち）
声 - 今村彩夏
ボーカル／ヴァイオリン担当。高校3年生。学校での専科：ヴァイオリン。
血液型はB型。誕生日は10月24日・蠍座。身長：141cm。事務所が用意した住所である秋葉原に住んでいる。
プロのヴァイオリニストとして活躍している天才演奏家で、2年連続で学園MVPを獲得している。
言葉遣いが独特で、多くの場合は語尾に『じゃ』が付く。その語尾に似つかわしい、気難しくて変わり者な性格の持ち主で、屋上へ続く階段のたまり場を不法占拠して『お姉ちゃんゾーン』として使用し、そこに居ることが多い。
舞ヶ原高校を卒業後は海外へ移住し、ヴァイオリニストとして活躍している。
名前の由来となっている七草はスズナ。
月鈴 白奈（つきすず しろな）
声 - 高野麻里佳
ボーカル／チェロ担当。高校1年生。学校での専科：作曲。
血液型はAB型。誕生日は12月12日・射手座。身長：155cm。練馬に住んでいる。
個性派が多い舞ヶ原の生徒の中では珍しい、おとなしく物静かな佇まいで『深窓の令嬢』といった雰囲気を持つ、端正な顔立ちの美少女。
那知の妹で、天才である姉へのコンプレックスから、ヴァイオリンからチェロへと転向した過去を持つ。
他人とのコミュニケーションは得意ではないが、大好きな『音楽』に対しては人一倍の行動力の持ち主で、怯みながらも目的達成のために立ち向かう性格。ただし、生来の口下手が災いして失敗・暴走することもある模様。なお、音楽の趣味は多岐に渡り、担当楽器のチェロが関わるクラシックに留まらず、ロックやポップスやアニソンなど、多ジャンルかつ年代を問わない。
「still」ではヴァイオリンを弾いていて、「ライブイベント主催を通して、様々な生徒の豊かな演奏活動を支えた」としてMVPを獲得している。
那知の卒業コンサートで使用された曲の編曲は白奈が担当している。
名前の由来となっている七草はスズシロ。

#### HaNaMiNa
五十嵐 撫子（いがらし なでしこ）
声 - 花井美春
ギター担当。
愛用楽器：GrassRoots G-KT-60C(Original Color: Cherry Sunburst)
血液型はO型。誕生日は5月29日・双子座。身長：151cm。世田谷に住んでいる。
中学1年のときに訪れた学園フェスで見た軽音部ライブの熱気が忘れられず、バンドを始めるために舞ヶ原を目指してきた1年生。軽音同好会の会長を務める。
独学でギターをやっていて、自分でお金を貯めて買った中古のギターを大事に弾いている。
喜怒哀楽のはっきりした素直な性格で表情も豊か。何かと声が大きく、やかましがられる時もある。本人曰く「格闘技をやってたからっスかね！」とのこと。なんとなく打たれ強そうな性格。
名前の由来となっている七草はナデシコ。
萩原 七々瀬（はぎわら ななせ）
声 - 東城日沙子
ギター／ベース担当。
愛用楽器：Ibanez SR300E
血液型はA型。誕生日は2月2日・水瓶座。身長：162cm。新宿に住んでいる。
3年前に存在した軽音部をまとめていた、元部長。2年次を終えた後に学校を1年間休学し、その後芹菜達と同じ新3年生として復学した。軽音部時代を知る人によれば「とんでもないギターの腕前を持つ」とのことだが、今ではあまり人前で弾く機会もない。
細身で背も高く顔立ちは端正、まるでモデルのような美少女だが、とにかく気だるげな態度と言動が目立ち、会話の中にもため息が交じる様子がよく見られる。
名前の由来となっている七草はハギ。
葛城 華（かつらぎ はな）
声 - 丸岡和佳奈
ギター担当。
愛用楽器：ESP THROBBER-STD
血液型はB型。誕生日は5月30日・双子座。身長：151cm。白金台に住んでいる。
新歓ライブを見て軽音同好会に入部しに来た、舞ヶ原の1年生。ステージでの撫子たちの演奏に心を動かされて入部を希望したが、撫子にはライバル心を抱いている。
裕福だけど厳しい家族の方針で、課外活動に積極的に取り組むように言われている。学校では生徒会の活動をしていて、新歓ライブでもお手伝いをしていた。放課後には忙しい合間を縫って部活に出席している。
名前の由来となっている七草はクズ。
小野 美苗（おの みなえ）
声 - 伊藤美来
ドラムス担当。
愛用楽器：TAMA StarClassic
血液型はAB型。誕生日は12月25日・山羊座。身長：154cm。代々木に住んでいる。
撫子の同級生。新歓ライブに出演するために撫子が集めたバンドメンバーの一人で、今は軽音同好会の会員として、一緒にバンドを組んでいる。担当はドラムスで「ちょっとだけ打楽器の経験がある」と口にしたため、半ば強引に入部させられる。
おとなしく穏やかな性格で、個性たっぷりの軽音メンバーと比べるとごくごく、ごく普通の高校一年生。ただそんな濃いメンバーの中でも部活には馴染んでおり、誰に対しても隔てなく接するため、厳しい先輩である七々瀬にも気後れすることなくやりとりできるという、意外な一面もある。
名前の由来となっている七草はオミナエシ。

#### S.S.L.
芒崎 奏（のぎさき かなで）
声 - 立花理香
シンセ担当。
血液型はA型。誕生日は9月23日・天秤座。身長：168cm。仙川に住んでいる。
舞ヶ原高校の3年生で、生徒会を束ねる生徒会長。学園フェスをはじめとする毎年の学校行事を企画しつつ、藤堂陽南袴、桔梗小夜曲と三人で「舞ヶ原シンセ研究会」、略してシンセ研という部活も運営、代表をしている。癖のある二人と一緒に自分たちの音楽を追求する顔も持つ、キレ者のリーダー。
シンセ研は軽音部とは少し違ってシンセやDTM中心の音楽を作るバンドで、ステージでは複数のキーボードに囲まれて演奏する。偶然同じ学校だった桔梗小夜曲と藤堂陽南袴を引き入れたのは、二人の技術に惚れ込んで…という一方、二人の校内での素行を心配して…というのもあった、とか。
名前の由来となっている七草はオバナ。
藤堂 陽南袴（とうどう ひなこ）
声 - 八島さらら
MC担当。
血液型はB型。誕生日は8月7日・獅子座。身長：156cm。浅草に住んでいる。
舞ヶ原高校2年生。生徒会では副会長兼書記を務める。シンセ研に所属していて、見た目こそとても可愛らしい雰囲気の女の子だが、ステージではとにかく攻め攻めなスタイルのラッパー。普段を知る人にしてみればギャップが凄すぎて、別人のようだと言われることもあるらしい。
幼少期には子役として芸能界で仕事をしていて、パフォーマンスに対する厳しい態度や、ついでにやたら二面性のある性格はその頃に培ったものらしい。事情で芸能界を引退してからは、幼なじみの桔梗小夜曲の影響で音楽に傾倒。タッグを組んだ楽曲をネットに発表したりしている。ネット上でのハンドルネームは「フジバカマ」で、小夜曲からは「バカマちゃん」と呼ばれている。
名前の由来となっている七草はフジバカマ。
桔梗 小夜曲（ききょう せれなーで）
声 - 原田彩楓
DJ担当。
血液型はO型。誕生日は11月7日・蠍座。身長：153cm。浅草に住んでいる。
舞ヶ原高校2年生。生徒会の会計。度を越した人見知りで、いつもオドオドしているが、実は世界的にとんでもない腕前のエレクトロニックミュージック・プロデューサー。シンセ研に所属していて、ライブではDJとしてステージに上がる。
藤堂陽南袴とは小さな頃からの幼なじみで、何かと世話を焼かれたり、ちょっかいをかけられたりする仲良し。ふりがながなければ読みづらい名前なため、陽南袴につけられた「小夜（さよ）」という大好きなあだ名で呼んでもらうようにしている。
名前の由来となっている七草はキキョウ。

## 楽曲
（出典：）
Change Our MIRAI!
歌：イロドリミドリ/作詞・作曲・編曲：fu_mou
ミュージック・ビデオ制作スタッフ
- 監督 - げそいくお
- アニメーションキャラクターデザイン・作画監督 - 針場裕子
- 演出・撮影監督・編集 - 廣岡岳（Nexus）
- 色彩設計 - 鈴木咲江（FINE COLORs）
- 美術監督 - HAL-ART
- アニメーションプロデューサー - 稲垣亮祐
- アニメーション制作 - TRIGGER
- 制作プロデューサー - 畑中太一
- 制作協力 - Creators in Pack Osaka

brilliant better
歌：御形アリシアナ/作詞：有里泉美 作曲：菊田大介 編曲：末益涼太、菊田大介
フォルテシモBELL
歌：天王洲なずな/作詞：有里泉美 作曲・編曲：藤田淳平
私の中の幻想的世界観及びその顕現を想起させたある現実での出来事に関する一考察
歌：小仏凪/作詞：七条レタス　作曲：コバヤシユウヤ(IOSYS)、&D.watt（IOSYS）、まらしぃ　編曲：コバヤシユウヤ（IOSYS）
DETARAME ROCK&ROLL THEORY
歌：箱部なる/作詞：七条レタス 作曲・編曲：D.watt （IOSYS）
無敵We are one!!
歌：イロドリミドリ/作詞・作曲・編曲：y0c1e（Hifumi,inc.）
ハート・ビート
歌：明坂芹菜/作詞:uRy 作曲・編曲：広川恵一（MONACA）
ドキドキDREAM!!!
歌：イロドリミドリ/作詞:マル（HONDALADY） 作曲・編曲：彦田元気（Hifumi,inc.）
猛進ソリストライフ!
歌：月鈴那知/作詞・作曲・編曲：アオヤギ幸汰（Hifumi,inc.）
My Dearest Song
歌：月鈴白奈/作詞：七条レタス 作曲・編曲：天門
猫祭り
歌：箱部なる/作詞:ヒゲドライバー 作曲:ヒゲドライバー、Tes. 編曲：Tes.
Bang Babang Bang!!!
歌：御形 アリシアナ/作詞・作曲・編曲:篠崎あやと 、ゆよゆっぺ
Tic Tac DREAMIN’
歌：天王洲 なずな/作詞:オノダヒロユキ 作曲・編曲:大久保 博
TRUST
歌：小仏 凪/作詞:真理絵 作曲・編曲:MANYO
SPICY SWINGY STYLE
歌：明坂芹菜/作詞:オノダヒロユキ 作曲・編曲:Jesahm
Still
歌：イロドリミドリ/作詞・作曲・編曲:板倉孝徳(Hifumi,inc.)

### コラボ楽曲
Help me, あーりん!
歌：2年生組（御形アリシアナ、明坂芹菜、天王洲なずな）/作詞：七条レタス 編曲：コバヤシユウヤ（IOSYS）
- COOL&CREATEのビートまりおによる東方Projectのアレンジ楽曲「Help me, ERINNNNNN!!」（原曲:『東方永夜抄 〜 Imperishable Night.』より「竹取飛翔 〜 Lunatic Princess」）をイロドリミドリの2年生組がアレンジカバー。2016年4月1日〜6日の期間限定でCHUNITHM「WORLD'S END」に特殊譜面のみ登場。2016年5月12日より通常配信。

なるとなぎのパーフェクトロックンロール教室
歌：1年生組（箱部なる、小仏凪）/作詞：七条レタス 編曲：コバヤシユウヤ（IOSYS）
- イオシスのARMと夕野ヨシミによる東方Projectのアレンジ楽曲「チルノのパーフェクトさんすう教室」（原曲:『東方紅魔郷 〜 the Embodiment of Scarlet Devil.』より「おてんば恋娘」）をイロドリミドリの1年生組がアレンジカバー。2016年5月12日より通常配信。

あねぺったん
歌：月鈴姉妹（月鈴那知、月鈴白奈）/作詞：七条レタス 編曲：D.watt(IOSYS)
- SilverForestのNYOによる東方Projectのアレンジ曲「つるぺったん」（原曲:原曲:『東方永夜抄 〜 Imperishable Night.』より「竹取飛翔 〜 Lunatic Princess」）をイロドリミドリの月鈴姉妹がアレンジカバー。2017年3月31日～4月5日の期間限定でCHUNITHM「WORLD'S END」に特殊譜面のみ登場。2017年5月11日より通常配信

### キャラクター・スキル
キャラクターアイコンは御形アリシアナ、天王洲なずな、小仏凪、箱部なるの4人は各キャラクターソングの全難易度プレイで入手できる。明坂芹菜は楽曲「Change Our MIRAI!」の全難易度プレイで入手できる。
CHUNITHM AIR,STARから追加された月鈴那知、月鈴白奈、学園MVP編、試練の三送会編も同様に各キャラクターソングの全難易度プレイで入手が可能。
イロドリミドリメンバー専用スキル
スキル：イロドリミドリの結束
スキル：Change Our MIRAI!
スキル：無敵We are one!!
スキル：ドキドキDREAM!!!
スキル：イロドリミドリの休息
スキル：Help me, あーりん！
スキル：なるとなぎのパーフェクトロックンロール教室
スキル：あねぺったん
スキル：Still
スキル：Session high⤴
スキル：イロドリミドリの憂鬱
スキル：Go!Go!ラブリズム♥～あーりん書類審査通過記念ver.~
スキル：夢と夢~あの日のメロディ～
スキル：打ち上げフィーバー!
スキル：Still Going On!!!!!!!
スキル：イロドリミドリの休日
スキル：イロドリミドリ杯花映塚全一決定戦公式テーマソング『ウソテイ』
スキル：管弦楽組曲 第3番 ニ長調「第2曲（G線上のアリア）」BWV.1068-2
スキル：Change Our MIRAI！ (Our 7 Lights)
チュウニズムNEWより上記スキルを全て削除

#### イロドリミドリスペシャルイベントマップ
2016年2月18日から3月16日の期間限定でイロドリミドリのスペシャルマップが登場。イベント専用マップをクリアすることでスキル「Change Our MIRAI!」が入手できる。スキル入手後は、イロドリミドリのキャラクター5人全員のスキルに追加される。
CHUNITHM AIRからは専用マップが常駐しいつでも進めることができるようになった。

## 漫画
（出典：）
『ゲーマーズ』が配布しているフリーペーパー「フロムゲーマーズ」にて月一連載している。毎月20日に配布。
- Vol.1 「ご挨拶 私たちがイロドリミドリです」「大ニュース大ニュース！」
- Vol.2 「学校とウワサの話 その1」「学校とウワサの話 その2」
- Vol.3 「あーりんの苦悩 その1」 「あーりんの苦悩 その2」
- Vol.4 「なんつって誘われた？」「三顧の礼」
- Vol.5 「責任重大」「なずな流作詞術」
- Vol.6 「小仏凪のイロドリミドリ評」「なずなちゃんとなぎちゃん」
- Vol.7 「カレーのお仕事」「カレーと音楽の関係性についての一考察」
- Vol.8 「完成！」「共通言語」
- Vol.9 「人と書いて飲む」「ライブハウスでよく聞くやつ」
- Vol.10 「あなたが初めて買った一枚」「あなたに影響を与えた一枚」
- Vol.11 「これから何やりたい？」「こっちはこれから何やりたい？」
- Vol.12 「せりなの狩りの時間の話」
- Vol.13 「あーりん家からほど近いビーチの話」
- Vol.14 「動画サイトで盛り上がっちゃう話」
- Vol.15 「秋探し 隣が何か 騒がしい話」
- Vol.16 「出演を前提にお付き合いする話」
- Vol.17 「戦いの後に友情が生まれたっぽい話」
- Vol.18 「筆舌に尽くしがたい感動があった話」
- Vol.19 「なずなの修行の成果の話」
- Vol.20 「お姉ちゃんの歴史的敗戦の話」
- Vol.21 「喫茶店を何か別のお店と間違ってるっぽい話」
- Vol.22 「ずーっと思い出に残る写真の話」
- Vol.23 「カレーのあけさかの王子様の話」
- Vol.24 「あーりんウルフに翼を授ける話」
- Vol.25 「荷物は軽いに越したことはない話」
- Vol.26 「『近所』がどこまでかわからなくなる話」
- Vol.27 「双方に，相応の良さがある話」
- Vol.28 「備えがあれば憂いがない話」
- Vol.29 「一杯の決断が少女の運命を分ける話」
- Vol.30 「知る人ぞ知る，おすすめほっこりスポットの話」
- Vol.31 「いきなり，いなくなりがちな人の話」
- Vol.32 「ある修羅場に舞い降りた奇跡の話」
- Vol.33 「鳳凰の紅きカレーの話」
- Vol.34 「受け継がれるお姉ちゃんイズムの話」

### 漫画ムービー
イロドリミドリ公式サイト内で公開。CHUNITHM筐体でもデモムービーとして再生される。
- 第0話 「Change Our MIRAI!」
- 第1話 「ライク・ア・ローリングストーン」
- 第2話 「らくがきディクショナリー」
- 第3話 「朝が来るまで終わる事のない準備を」[注 1]
- 第4話 「Lights,Cameras,Action」
- 第5話 「agora e seu tempo」
- 第6話 「ホテル・カリフォルニア」
- 第7話 「ドキドキDREAM!!!」
- 第8話 「めんどくさい vs やってみようのスタイル」
- 第9話 「あいにきて I・NEED・YOU!」
- 第10話 「ロックンロール・イズ・デッド」
- 第11話 「トルネード・オブ・ソウルズ」
- 第12話 「ユー・キャント・ハリー・ラブ」
- 第13話 「ジュ・トゥ・ヴ」
- 第14話 「ロック・オーバー・ジャパン」
- 第15話 「Still」
- 第16話「Session High⤴」
- 第17話「俺たちに明日はない」
- 第18話「マジ勉NOW！」
- 第19話「リトル・レス・カンバセーション」
- 第20話「スタンドアップ・アンド・シャウト」
- 第21話「ティー・フォー・トゥー」
- 第22話「ビューティフル・デイ」
- 第23話「僕らが旅に出る理由」
- 第24話「エブリシングズ・ガナビー・オーライ」
- 第25話「Our 7 Lights」

## テレビアニメ
2022年1月から2月までTOKYO MXほかにて放送。全8話。

### スタッフ
- 原作 - 七条レタス、齊藤キャベツ[19]
- キャラクター原案 - Hisasi[19]
- 企画 - CHUNITHM[19]
- 監督・絵コンテ・演出・楽器作画監督 - 田中千駿[19]
- シリーズ構成 - 田中千駿、石倉礼[19]
- 脚本 - 石倉礼
- キャラクターデザイン - 佐藤健史、後藤香織[19]
- 総作画監督 - 桜井正明（第7話）
- 美術監督 - 魏斯曼[19]
- 色彩設計 - 池田ひとみ[19]
- 撮影監督 - 石山智之[19]
- 編集 - 柳圭介[19]
- 音響監督 - 西山寛基[19]
- 音楽 - D.watt[19]
- デザインサポート - 佐藤啓太[19]
- アニメーションプロデューサー - 映月[19]
- アニメーション制作 - 暁[19]
- プロデューサー - 小清水純、跡部泰広[19]
- アシスタントプロデューサー - 植村有紀子、石坂竜二、河野麗生[19]
- プロデュース・宣伝 - SEGA、フロントウイング[19]
- 製作 - イロドリミドリ新聞部[19]

### 主題歌
エンディング曲はいずれもオフボーカル曲を使用。
「無敵We are one!!」
第1話エンディングテーマ。作詞・作曲・編曲はy0c1e。
「brilliant better」
第2話エンディングテーマ。作詞は有里泉美、作曲は菊田大介、編曲は末益涼太と菊田大介。
「私の中の幻想的世界観及びその顕現を想起させたある現実での出来事に関する一考察」
第3話エンディングテーマ。作詞は七条レタス、作曲はコバヤシユウヤ&D.watt feat.まらしぃ、編曲はコバヤシユウヤ。
「フォルテシモBELL」
第4話エンディングテーマ。作詞は有里泉美、作曲・編曲はElements Gardenの藤田淳平。
「ハート・ビート」
第5話エンディングテーマ。作詞はuRy、作曲・編曲はMONACAの広川恵一。
「DETARAME ROCK&ROLL THEORY」
第6話エンディングテーマ。作詞は七条レタス、作曲・編曲はIOSYSのD.watt。
「Change Our MIRAI!」
第7話エンディングテーマおよび第8話劇中歌。作詞・作曲・編曲はfu_mou、第8話の歌唱はイロドリミドリの5人。

### 各話リスト
| 話数  | サブタイトル       | 作画監督          | 初放送日      |
| ----- | ------------------ | ----------------- | ------------- |
| 第1話 | メンバーをゲット！ | 林夏菜            | 2022年 1月5日 |
| 第2話 | 単語をゲット！     | 彭佩琦            | 1月12日       |
| 第3話 | やる気をゲット！   | 謝宛倩            | 1月19日       |
| 第4話 | タイトルをゲット！ | 小松香苗          | 1月26日       |
| 第5話 | 未知の紙をゲット！ | 彭佩琦 櫻井拓郎   | 2月2日        |
| 第6話 | パジャマをゲット！ | 杜野都            | 2月9日        |
| 第7話 | 本番をゲット！     | 小松香苗 田中千駿 | 2月16日       |
| 第8話 | 単位をゲット！     | 田中千駿          | 2月23日       |

### 放送局
| 放送期間                | 放送時間                     | 放送局       | 対象地域 | 備考                      |
| ----------------------- | ---------------------------- | ------------ | -------- | ------------------------- |
| 2022年1月5日 - 2月23日  | 水曜 1:00 - 1:05（火曜深夜） | TOKYO MX     | 東京都   |                           |
| 2022年1月6日 - 2月24日  | 木曜 22:00 - 22:05           | AT-X         | 日本全域 | CS放送 / リピート放送あり |
| 2022年1月21日 - 3月11日 | 金曜 2:15 - 2:20（木曜深夜） | 新潟テレビ21 | 新潟県   |                           |
| 2022年1月23日 -         | 日曜 2:30 - 2:35（土曜深夜） | 北陸朝日放送 | 石川県   |                           |

| 配信開始日   | 配信時間                  | 配信サイト |
| ------------ | ------------------------- | --- |
| 2022年1月5日 | 水曜 1:00（火曜深夜）更新 | YouTube |
|              | 水曜 1:05（火曜深夜）更新 | Amazon Prime Video dアニメストア U-NEXT ABEMA アニメカ アニメ放題 |
|              | 水曜 12:00 更新           | バンダイチャンネル Hulu ニコニコ動画 TELASA DMM.com GYAO!ストア milplus FOD ひかりTV ビデオマーケット auスマートパスプレミアム HAPPY!動画 J:COMオンデマンド メガパック |

## ラジオドラマ
2015年7月19日より文化放送 超!A&G+にて放送している「セハガールのハードなSEGA情報RADIO「セハラジ」」内でイロドリミドリのコーナーが配信開始。

## ディスコグラフィ

### Change Our MIRAI!
『Change Our MIRAI!』（チェンジ アワー ミライ）は、イロドリミドリのサウンドトラックCD第一弾である。2015年12月29日から12月31日に東京ビッグサイトで開催されたコミックマーケット89にて先行販売された。「Change Our MIRAI!」のロングバージョンや各メンバーが歌うソロバージョン、各楽曲パートのInstrumentalバージョンの全13曲が収録。
収録曲
1. Change Our MIRAI!
作詞・作曲・編曲：fu_mou
  - ロングバージョンを初収録。
2. Change Our MIRAI!（明坂芹菜Ver.（CV：新田恵海））
3. Change Our MIRAI!（御形アリシアナVer.（CV：福原綾香）)
4. Change Our MIRAI!（天王洲なずなVer.（CV：山本彩乃））
5. Change Our MIRAI!（小仏凪Ver.（CV：佐倉薫））
6. Change Our MIRAI!（箱部なるVer.（CV：M・A・O））
7. Change Our MIRAI!（Instrumental)
8. Change Our MIRAI!（Instrumental[-Guitar1])
9. Change Our MIRAI!（Instrumental[-Guitar2])
10. Change Our MIRAI!（Instrumental[-Drums])
11. Change Our MIRAI!（Instrumental[-Bass])
12. Change Our MIRAI!（Instrumental[-KeyBoard])
13. Change Our MIRAI!（CHUNITHM size）

### 無敵We are one!!
『無敵We are one!!』（ムテキウィー アー ワン）は、イロドリミドリのサウンドトラックCD第二弾である。2016年2月20日に幕張メッセで開催されたJAEPO2016にて先行販売された。
収録曲
1. 無敵We are one!!
作詞・作曲・編曲：y0c1e（Hifumi,inc.）
2. 無敵We are one!!（明坂芹菜Ver.（CV：新田恵海））
3. 無敵We are one!!（御形アリシアナVer.（CV：福原綾香）)
4. 無敵We are one!!（天王洲なずなVer.（CV：山本彩乃））
5. 無敵We are one!!（小仏凪Ver.（CV：佐倉薫））
6. 無敵We are one!!（箱部なるVer.（CV:M・A・O））
7. 無敵We are one!!（Instrumental)
8. 無敵We are one!!（Instrumental[-Guitar1])
9. 無敵We are one!!（Instrumental[-Guitar2])
10. 無敵We are one!!（Instrumental[-Drums])
11. 無敵We are one!!（Instrumental[-Bass])
12. 無敵We are one!!（Instrumental[-KeyBoard])
13. 無敵We are one!!（CHUNITHM size）

### CHUNITHM オリジナルサウンドトラック 単位
CHUNITHM オリジナルサウンドトラック　単位
2016年8月12・13日に東京ビッグサイトで開催されたコミックマーケット90にて先行販売された。
1. Change Our MIRAI!
イロドリミドリ
2. 
第1.1話 「ウェルカム・トゥ・ザ・ジャングル!」
ドラマパート
イロドリミドリ
3. 
私の中の幻想的世界観及びその顕現を想起させたある現実での出来事に関する一考察
小仏凪（CV:佐倉薫）
4. 
DETARAME ROCK&ROLL THEORY
箱部なる（CV:M・A・O）
5. 
ハート・ビート
明坂芹菜（CV:新田恵海）
6. 
第2.5話 「ブランニュー・ワールド」
ドラマパート
イロドリミドリ
7. 
フォルテシモBELL
天王洲なずな（CV:山本彩乃）
8. 
brilliant better
御形アリシアナ（CV:福原綾香）
9. 
第4.2話 「みんなのうた」
ドラマパート
イロドリミドリ
10. 
無敵We are one!!
イロドリミドリ
11. 
私の中の幻想的世界観及びその顕現を想起させたある現実での出来事に関する一考察（Instrumental）
12. 
DETARAME ROCK&ROLL THEORY（Instrumental）
13. 
ハート・ビート（Instrumental）
14. 
フォルテシモBELL（Instrumental）
15. 
brilliant better（Instrumental）

### 東方ProjectコラボCD
Help me, あーりん!　/　なるとなぎのパーフェクトロックンロール教室
2016年5月8日、「2016東方ゲームショウ in 博麗神社例大祭」にて東方Projectとイロドリミドリがコラボした楽曲CDが発売。
1. せりなとなずながあーりんに助けを求める話
ドラマパート
CAST：明坂芹菜（CV:新田恵海）、御形アリシアナ（CV:福原綾香）、天王洲なずな（CV：山本彩乃）
2. 
Help me, あーりん!
歌：2年生組（御形アリシアナ、明坂芹菜、天王洲なずな）
作詞：七条レタス　編曲：コバヤシユウヤ（IOSYS）
3. 
なぎの部屋に氷の妖精さんがやってくる話
ドラマパート
CAST：箱部なる（CV:M・A・O）、小仏凪（CV:佐倉薫）
4. 
なるとなぎのパーフェクトロックンロール教室
歌：1年生組（箱部なる、小仏凪）
5. 
Help me, あーりん！（Instrumental)
6. 
なるとなぎのパーフェクトロックンロール教室（Instrumental)
7. 
Help me, あーりん！（CHUNITHM size）
8. 
なるとなぎのパーフェクトロックンロール教室（CHUNITHM size）

## ライブ・イベント
| 公演年 | 形態 | タイトル                                                                  | 公演日・会場                                       | キャスト                                                            | 備考                           |
| ------ | ---- | ------------------------------------------------------------------------- | -------------------------------------------------- | ------------------------------------------------------------------- | ------------------------------ |
| 2016年 | 出演 | maimaixイロドリミドリxCHUNITHM SPECIAL LIVE JAEPO 2016 Party Night（昼）  | 2月20日 JAEPO2016（幕張メッセ、千葉県）            | 福原綾香、山本彩乃、佐倉薫、M・A・O                                 | ビデオレターで新田恵海が出演。 |
| 2016年 | 出演 | AnimeJapan 2016 1日目 セガブース CHUNITHM イロドリミドリステージイベント  | 3月26日 AnimeJapan2016（東京ビッグサイト、東京都） | M・A・O                                                             |                                |
| 2016年 | 出演 | AnimeJapan 2016 2日目 セガブース CHUNITHM イロドリミドリステージイベント  | 3月27日 AnimeJapan2016（東京ビッグサイト、東京都） | 佐倉薫                                                              |                                |
| 2017年 | 出演 | maimai×イロドリミドリ×CHUNITHM SPECIAL LIVE JAEPO 2017 Party Night2（祭） | 2月12日 JAEPO2017（幕張メッセ、千葉県）            | 新田恵海、福原綾香、山本彩乃、M・A・O、佐倉薫、今村彩夏、高野麻里佳 |                                |
| 2017年 | 出演 | イロドリミドリLIVE'17                                                     | 11月5日 赤坂BLITZ                                  | 新田恵海、福原綾香、山本彩乃、M・A・O、佐倉薫、今村彩夏、高野麻里佳 |                                |

## その他
イロドリミドリ&CHUNITHMミュージアム
2016年1月16日~1月31日、AKIHABARAゲーマーズ本店にて開催。楽曲「Change Our MIRAI!」のミュージックビデオの絵コンテや声優、イラストレーターのサイン色紙も展示。

### ニコニコ生放送
| 放送日  | 形態   | タイトル                                                         | キャスト                  | 備考       |
| 2015年  | 2015年 | 2015年                                                           | 2015年                    | 2015年     |
| ------- | ------ | ---------------------------------------------------------------- | ------------------------- | ---------- |
| 7月16日 | ゲスト | 新音ゲー【チュウニズム】稼働直前生放送 maimaiもあるよ!チュウマイ | 福原綾香、佐倉薫、M・A・O | 公開生放送 |